# 約翰·S·塔納
約翰·S·塔納（John S. Tanner；1944年9月22日—）是美國的一位政治人物 。約翰·S·塔納在1989年至2011年擔任田納西州第8選區的美國眾議院議員。他的黨籍是民主黨。在自議員位置退休之後，他現在是一個政策集團的副總裁。